# ポケモンゲット☆TV
『ポケモンゲット☆TV』（ポケモンゲットティーヴィー）は、2013年10月6日から2015年9月27日までテレビ東京系列などで放送されていたポケモン情報バラエティ番組。

## 概要
『ポケモンスマッシュ!』の後番組。番組フォーマットは『ポケモン☆サンデー』や『ポケモンスマッシュ!』同様に「ポケットモンスター」に関する内容を扱うバラエティスタイルである。前2作に出演したTIMやロバートに代わりタカアンドトシが起用されるなど、前2作から番組内設定や出演タレントを、中川翔子を除き一新した。また、ナレーションは「週刊ポケモン放送局」時代から3作にわたって担当していた木村匡也から変更されている（山本麻里安→田中一成）。
番組内では、出演者はポケモン番組専門のテレビ放送局「ポケモンゲット☆TV（略称：ポケテレ）」の職員で、ポケモンの魅力を伝えるための番組制作に尽力しているという設定である。前2作ではスタジオにいるレギュラー出演者がロケを行っていたが、本番組では、スタジオの出演者とロケの出演者が異なることが多い。また、前2作ではゲストの出演がほぼなかったが、本番組のスタジオパートではゲストがほぼ毎回出演し、ポケテレチャレンジを行っている。
2015年9月27日をもって終了。同年10月4日より、放送枠を8:00 - 8:30の30分に短縮した上で、新番組『ポケモンの家あつまる?』が開始された。当番組からは中川翔子と「あばれる君のポケモン交換の旅」のあばれる君のみ続投となった。
当番組の終了で、2006年10月1日に『ポケモン☆サンデー』が1時間枠になって以来続いていた1時間のポケモン情報バラエティ番組が一旦終了すると同時に、ポケットモンスターのアニメの再放送も終了した。また、ポケットモンスター情報バラエティ番組が2年で終了するのは『週刊ポケモン放送局』以来である。

## 出演者
- タカ局長：タカ（タカアンドトシ）
- トシプロデューサー：トシ（タカアンドトシ）

ポケテレチャレンジの司会を務める。
- しょこたんキャスター：中川翔子

ポケモンモーニングニュースのキャスターを務める。
- ゆきとディレクター：西井幸人（D2）
- ロビンディレクター：ロビン
- アシスタントディレクター（AD）：各回誰か一人が出演。最近[いつ?]は、ピカチュウかキモリが多い。
  - ハリマロン
  - ピカチュウ
  - キモリ

### アシスタント
- ナビゲーター・Moeko：植田萌子（初代、当時テレビ東京アナウンサー）
- ナビゲーター・Eri：狩野恵里（2代目、テレビ東京アナウンサー）
  - 植田は番組開始から2014年9月までと、狩野は2014年10月から番組終了まで担当。植田のテレビ東京退社による妊娠の為、2014年10月より後任として狩野が新アシスタントとなった。

### コーナー（準レギュラー）
- あばれる君（ポケモン交換の旅）
- 春日俊彰（オードリー）（かくれんぼゲーム、ポケスゴ、コンテストスターへの道）
- ロバート（2014年12月以降、クリスマス! 出張ポケテレチャレンジ!!他）
- ラバーガール（生CM担当）

## 主なコーナー
コーナーは番組内の設定上『ポケモンゲット☆TV』の番組という扱いとなっているため、（新番組と題して）コーナーの新設が多く、コーナーの放送が続かないこともある。コーナーに突入する際はタカ局長が『オンエア、ポケモンゲット☆TV!』と言った後にコーナーに移行する（時間の都合上カットされる場合もある）。

### ポケテレ・ザ・アニメーション!
｢ポケモンスマッシュ!｣の「ポケモンライブラリー」にあたるコーナーで、過去のポケットモンスターのアニメを原則として番組の前半で放送する。60分版でのみ放送。10月13日放送の第2回より開始された。現在はしょこたんキャスターが歌うアニメ主題歌が発売されたのでポケットモンスター XYを初回から1話ずつ放送している。以前は、2015年2月15日までポケットモンスター　アドバンスジェネレーション、2014年9月まではポケットモンスターをリバイバル放送していた。双方とも第一話から順番に放送していたが、一部の回は放送されずに終了した。
今日のイチオシーン!
アドバンスジェネレーション編より、ポケテレアニメーション冒頭に放送。ゆきとディレクターが他のレギュラー出演者（ロビンもしくは中川が多い）と共に今回の話の一押しのシーンを30秒以内に紹介するコーナー。ただ、毎回のようにゆきとディレクターが噛んでしまうため時間内には収まらなかったが、徐々に収められるようになった（ゆきとディレクターは当該話の自画を出しながら紹介するが、絵についての部分を紹介する前に時間切れになった事がある）。

### ポケテレチャレンジ!
レギュラー出演者とゲストがポケモンに関連したなぞなぞクイズやゲームに挑戦するコーナー。ほぼ毎回の放送で行われていたが、2014年末頃からゲストの登場が減少し、このコーナーの放送が少なくなった。全員正解すると、視聴者にポケモングッズが抽選でプレゼントされる。番組初期には、トシプロデューサーが自らハガキを引いて抽選を行い、放送で当選者を発表していたが、現在は行われていない。現在は「ピカチュウ今なにチュウ?」と「ADキモリできるかな!?」のみ不定期に行われている。
ピカチュウ今なにチュウ?
頭お目覚めクイズ!ポケナゾ
ポケモンに関連したなぞなぞに解答する。ほとんどの場合、ポケモンあるいはアニメの登場人物の名前がなぞなぞに含まれるだけで、解答にはポケモンの知識を要しない。
つけてはずして!だくてんQ
ポケモンの名前のうち濁音を清音に、清音を可能ならば濁音にする（例:ヒトカゲ→ビドガケ）。
逆から読んで!ンモケポラップ
ポケモンの名前を逆に読む（例:ヒトカゲ→ゲカトヒ）。
ことばでつなげ!ポケモン進化トレイン
種ポケモンの名前の最後の文字からしりとりを進め、進化後のポケモンの最初の文字につなげる。指定した回数以内に繋げられなければ失格となる。なお、しりとりに使う言葉はポケモンの名前やそれに関連していなくても良い。
ことばを探せ!ポケモンことばパズル
絵で見て連想!ポケカキ!
イメージでお習字!ポケモジ
ADキモリのできるかな!?
がんばりやでおっちょこちょいなADキモリが様々なことに挑戦する（挑戦内容は6種類の中からトシプロデューサー以外のメンバーが相談して決める）。ADのキモリが選んだ挑戦に成功すれば視聴者プレゼントが発生する。

#### クリスマス! 出張ポケテレチャレンジ!!
2014年12月21日放送分の特別企画。レギュラー出演者による制作ではなく、ゲストのロバート制作の番組という設定であった。ゲストによる番組制作の設定は本企画が初めてであった。ロバートがサンタクロース（サンタクロース秋山）、トナカイ（トナカイ馬場）、ソリ（ソリ山本）に扮し、ポケモン好きの子供の家を訪問した。馬場はポケモン関連食品に食材をちょい足し(ポケたし)し、その食材を当てるクイズを出題。山本は台車に載せられ、指定された位置で止まるように台車を押すゲーム（ポケソリ）に参加させられた。また、秋山は体ものまねのお面を当てるクイズを出題した。

### 視聴者バトル
2015年1月11日放送分より開始。2014年11月30日放送分にて、視聴者バトルの参加者を募集することが発表された。前番組『ポケモンスマッシュ!』終了後、本番組では視聴者バトルは行われていなかった。約1年の空白期間を経て、視聴者バトルが事実上復活することになる。

### あばれる君のポケモン交換の旅
ピン芸人のあばれる君が、『ポケットモンスター X・Y』を使って全国各地でポケモンを交換するコーナー。ソフト発売日と同時に北海道からスタートし、当初はポケモン交換だけでセントラルカロス図鑑の完成を目指すコーナー「あばれる君のポケモン図鑑完成の旅」だった。図鑑完成を達成した後「ポケモン図鑑完成の旅」から「ポケモン交換の旅」にリニューアルした。
交換に出すポケモンはヤヤコマのみ、最初に手に入れたハリマロンのみ進化させてOKというルール。ヤヤコマ以外のポケモンを捕まえること（ストーリー中に人から手に入れたポケモンやポケモン自らゲットされた（ラティアス）場合は除く）は許されず、出会った人とのポケモン交換で図鑑を埋め尽くさなければならなかった。
ポケモン図鑑完成の旅
日本列島の最北端、宗谷岬からスタート。初日はソフト発売日当日だった事もあり、交換数は0匹であった。その後、札幌にて初めてフラベベとの交換に成功。その後はポケモンセンターサッポロを訪れ、合計15匹の交換に成功した。
岩手編より、最後に1度だけミラクル交換ができるルールが追加された（しかし初回で送られてきたのはセントラルカロス図鑑にいないデリバード。その後も成功したのはマリルのみであった）。
ヤヤコマをもじった「うーん、ヤヤコマッタ（やや困った）」というギャグが発案されるも、受けはいまいちであった（現在は広く浸透しつつある）。
千葉県では「残りのポケモンをすべて集めろ」という条件で幕張メッセで行われる次世代ワールドホビーフェアに参加。プライベートで来ていた後輩芸人のMAEDA208やポケモン竜王戦のゲストで来ていた中村太地とも交換し、イベント終了後も会場の外で残りの3匹を交換してセントラルカロス図鑑完成を達成させた。
ポケモン交換の旅
全国図鑑を埋め尽くす「ポケモン交換の旅」へリニューアル後は、タカ局長からの「視聴率アップのための指令」に毎回挑戦するという条件が追加された。また、番組の放送されていない宮崎県を訪れた事もある。
最近ではミュウツーやケルディオ等の貴重なポケモンを差し出す子供も増えてきている。
2014年11月9日放送で殿堂入りを達成したので「XY編」は完結した。12月7日放送分より「オメガルビー・アルファサファイア編」が開始された。衣装がオメガルビー・アルファサファイア仕様になり、パートナーポケモンはミズゴロウ、交換用のポケモンはケムッソになった。なお、「XY」と「オメガルビー・アルファサファイア」間での交換はホウエン図鑑に記録されるポケモンであれば、交換は可能である。9月20日の放送にてホウエン図鑑が完成し、企画は終了した。

### ゲットさせるな! ポケモンかくれんぼゲーム
春日俊彰（オードリー）が、視聴者の子供たちの家に隠されたポケモンのぬいぐるみ3匹を制限時間内に探すゲーム。制限時間は60分で、20分経過ごとに隠した子供にプレゼントが贈られる。全部見つかったらゲームオーバー。
ポケモン以外にもモンスターボールが隠されており、中には春日にラッキーなカードか、アンラッキーなカードが入っている。どんなカードかは開けないとわからない。また、モンスターボールの中身に、メガストーンが追加され、使用した部屋に限りメガシンカが発動できるようになった。春日はポケモンを見つけると、「○○、ゲットゥース!」と言うのがお決まり。
ポケモンを隠している場所に春日が近づくと、子どもたちは春日を妨害しようとしたり、「ここにはぬいぐるみはない」とはぐらかしたりするため、ポケモンが発見されるパターンが多い。

### ポケドッキリ
2014年11月30日放送分と2015年6月14日放送分で放送されたドッキリ企画。番組出演者にいつも通りのロケだと思わせて、数々のイタズラを仕掛けるというもの。前者はかくれんぼゲームの春日、後者はポケモン交換の旅のあばれる君に仕掛けた。

### めざせ!ポケモンマスター!〜大学サークル対抗戦〜
2015年1月25日に放送されたポケモン好きな大学生が集まるポケモンサークル（通称ポケサー）による対抗戦である。出演大学は慶應義塾大学、青山学院大学、立教大学、法政大学の四校であった。クイズ対決では四校が早押しでクイズに答え、上位二校の慶應義塾大学と法政大学が決勝戦であるバトル対決に挑んだ。結果、優勝は法政大学に決まり第一回大会は幕を閉じた。ポケモンをやりこんだファンたちの熱い戦いに会場もスタジオも盛り上がった。

### 春日のコンテストスターへの道
2015年2月1日放送分より開始。春日俊彰（オードリー）が、ポケットモンスター オメガルビー・アルファサファイアに登場するポケモンコンテストライブ!にならって、日本全国で行われるコンテスト（大会）に参加し、優勝しに行く企画。この企画が放送される時に限り、春日がスタジオ出演する（ただし、出演者からは扱いが悪い）。長い間、春日は優勝実績が無かった（果てには春日が対象外（子供が対象）の大会に出て敗北している）が、2015年6月7日に放送された「第１回小岩井農場牛乳ダッシュコンテスト」で初の優勝をした（優勝で企画は終了したと思われたが、実際のポケモンコンテストライブ!には色々な部門があることから、この企画は続行された）。

### ロビンのマッスルカードクイズ！
ロビンディレクターが様々な筋トレ（動かすタイプではなく、維持するタイプの筋トレ）をしながら、1枚のポケモンカードについて紹介し、最後に視聴者にクイズを出す（正解はCMを跨いで放送される）。

## 過去のコーナー

### FPI
FUSHIGINA（不思議な） POKEMON NO NAZO（ポケモンの謎） IROIROSHIRABETAI（いろいろ調べ隊）、略してFPIがポケモンの情報を調査するコーナー。番組初期に数回放送された。

### ポケモンモーニングニュース
しょこたんキャスターがポケモンの最新情報をニュース形式で紹介するコーナー。現在でも最新情報は随時放送されているが、「モーニングニュース」枠内の扱いではなくなった。

## エピソードなど
- 番組初回はアニメの放送がなく、バラエティパートのみの放送だった。
- 初期の「メガシンカ」に関する特集では、ポケモンに関連のない様々にメガシンカした(特徴的な)ものを紹介した。
- 番組の始めには、タカ局長がしょこたんに対して「今日もかわいいね」と褒めるのがお決まりのパターンになっている。またその後、タカ局長がボケた発言をすると、トシプロデューサー以外がズッコけるのもお決まりのパターンになっている。
- トシプロデューサーがタカ局長から（坊主頭にちなみ）「マルマイン」と言われ、「誰がマルマインだ！」と返したことがある。最近[いつ?]は「ミツルくんのおじさん」と言われることが増えてきている。
- 番組初期には放送の最後にタカ局長が「バイバーイ！」と言って終了していたが、現在[いつ?]は「番組を作るために取材だー！」と言い、出演者がカメラの方に向かって走って終了となる。このカメラに出演者が向かって終了するスタイルは、「ポケモン☆サンデー」「ポケモンスマッシュ！」時代とほぼ同じである（以前はゴルゴ所長による「来週も張り切っていこう！」の声の後終了していた）。
- 前作では秋山隊員がゲームを積極的に進めず、「ポケモン漬け生活」が実施されるほどであった。タカアンドトシの2人は、放送初期にゲームを順調に進めていることを報告している。なお、殿堂入りしたかどうかなど、その後の2人の進め具合は、放送で特に触れられていないため不明である。
- ポケモンバトルの特集において、タカ局長がジムリーダーの対戦で勝っていることなどからバトルには簡単に勝てるという趣旨の発言をした。しょこたんキャスターは、対人戦未経験に関わらずバトルを語っていることに憤り、タカ局長とバトルをした結果快勝した。
- ゆきとディレクターはエメラルドの頃にメタグロスが強かった経験を語るなど、昔からゲームをプレイしていたようである。
- 番組初期に一度だけVTR出演した天龍源一郎はタカ局長により度々ネタにされ、トシプロデューサーが突っ込むのが定番となっていた。
- 番組初期にはJ☆Dee'Zによるオープニングダンスがあり、出演者も一緒に踊ることがあった。
- 番組冒頭の挨拶は前作・前々作で長く使われていた「ポケモーニング」ではなく、「ポケっす」（「ポケよう」の場合もある）が使われている。
- ゲストにはポケモンが大好きな芸能人を呼ぶとされていたが、2014年末ころまでポケモンに詳しくないゲストの登場が多かった。ゲスト紹介の際、トシプロデューサーは必ずゲストに「ポケモンは好きですか？」などと質問をする。ゲストはよく「大好きです」と答えるが、「好きなポケモンは？」と質問された際に「ピカチュウ!」と答えた場合、ポケモンに詳しくないことをトシに突っ込まれる。なお前作・前々作で9年間ポケモンバラエティーに出演し、ポケモンに詳しいTIMやロバートは約1年間、ゲストの出演実績はなかったが、2014年12月21日、2015年3月8日放送分でロバートがゲストとして出演した。また、ロバート山本がおはスタのコーナー「ポケモン部」にレギュラー出演している。また、山本は2015年1月25日の放送分にも出演した。2015年度はロバートも事実上準レギュラー化している。
- 2014年11月16日は、“ポケモンオメガルビー・アルファサファイア”発売直前スペシャルと題した90分スペシャルを7時30分から放送。この関係で、8時30分から9時00分に放送されているアニメ『ダイヤのA』の放送が休止された。
- 2014年12月28日は、8時30分から9時00分に放送されている『ダイヤのA』の1時間スペシャルを8時00分から9時00分に放送する関係で、当番組は7時30分から8時00分の30分番組として放送された。そのためアニメの放送がなく、バラエティパートのみの放送となった。
- 2015年6月21日は、通常放送だが、バラエティパートの1時間スペシャルのため、アニメの放送がなかったが、2015年6月18日に『ポケットモンスター XY』（本放送）も1時間スペシャルを放送した。
- 2015年7月26日は、ゆきとディレクターが夏休みの為、「今日のイチオシーン!」はしょこたんキャスターが担当（制限時間は表記されなかった）。

## スタッフ
- ナレーター：黒田崇矢（「FPI」）、ナラヨシタカ、田中一成
- 企画：浅井認、福永晋
- 原案：田尻智、増田順一、杉森建
- スーパーバイザー：石原恒和、増田順一、杉森建
- アドバイザー：元祖爆笑王、吉川兆二
- 構成：及川浩和、山田雄也、清山智之、生貝宏治、ゴウヒデキ
- リサーチ：フルタイム、フォーミュレーション
- スタジオ技術：ROGUE
- 美術協力：CAVIN
- 技術協力：ファーストショット
- スタイリスト：春日弘美
- メイク：山内聖子
- TK：後藤有紀
- EED：永野智也、中澤悠也、佐々木勝成、高橋壮幸
- MA：森祥一、中川晴樹
- 音効：竹中幸治
- 番組宣伝：山室泰造（テレビ東京）
- 制作アシスタント：工藤明日香
- アシスタントディレクター：成田勇介、山田駿夫、高橋慎、林隆一朗、藤本健介、栃木聖美、青木兼人、土井久美子、佐古栞、浅田真那、濱岡智宏
- ディレクター：谷口晶子（一時離脱→復帰）、齋藤裕弘、伊藤健司、入江和寛、田中洋右
- 演出：徳舛充人、鈴木則寿
- 制作プロデューサー：小池竜二
- 制作協力：リーライダーす、ウッドオフィス、オー・エル・エム
- アシスタントプロデューサー：山内未來（テレビ東京）、長尾大樹、舟腰優子
- プロデューサー：松山進（テレビ東京）、神保香織、山本愼仁
- 製作：テレビ東京、The Pokémon Company、ShoPro

### 過去のスタッフ
- ナレーター：山本麻里安
- 構成：そーたに
- 音効：遠藤治朗
- 番組宣伝：井上裕子、池永けい（テレビ東京）
- 制作アシスタント：石田真美子
- アシスタントプロデューサー：佐々木亮（テレビ東京）、伊澤景勝、関谷怜也
- プロデューサー：細谷伸之（テレビ東京）、山野智久、塙諒介

## ネット局
| 放送対象地域   | 放送局             | 放送期間                                                     | 放送日時                            | 系列           | 遅れ       |
| 60分版         | 60分版             | 60分版                                                       | 60分版                              | 60分版         | 60分版     |
| -------------- | ------------------ | ------------------------------------------------------------ | ----------------------------------- | -------------- | ---------- |
| 関東広域圏     | テレビ東京         | 2013年10月6日 - 2015年9月27日                                | 日曜 7:30 - 8:30                    | テレビ東京系列 | 製作局     |
| 北海道         | テレビ北海道       | 2013年10月6日 - 2015年9月27日                                | 日曜 7:30 - 8:30                    | テレビ東京系列 | 同時ネット |
| 愛知県         | テレビ愛知         | 2013年10月6日 - 2015年9月27日                                | 日曜 7:30 - 8:30                    | テレビ東京系列 | 同時ネット |
| 大阪府         | テレビ大阪         | 2013年10月6日 - 2015年9月27日                                | 日曜 7:30 - 8:30                    | テレビ東京系列 | 同時ネット |
| 岡山県・香川県 | テレビせとうち     | 2013年10月6日 - 2015年9月27日                                | 日曜 7:30 - 8:30                    | テレビ東京系列 | 同時ネット |
| 福岡県         | TVQ九州放送        | 2013年10月6日 - 2015年9月27日                                | 日曜 7:30 - 8:30                    | テレビ東京系列 | 同時ネット |
| 30分版         |                    |                                                              |                                     |                |            |
| 愛媛県         | 南海放送           | 2013年10月9日 - 2015年9月23日 2015年10月4日                  | 水曜 16:21 - 16:50 日曜 5:45 - 6:15 | 日本テレビ系列 | 遅れネット |
| 岐阜県         | 岐阜放送           | 2013年10月9日 - 2015年9月30日                                | 水曜 19:30 - 20:00                  | 独立局         | 遅れネット |
| 奈良県         | 奈良テレビ         | 2013年10月10日 - 2015年10月1日                               | 木曜 7:30 - 7:59                    | 独立局         | 遅れネット |
| 岩手県         | 岩手めんこいテレビ | 2013年10月11日 - 2015年10月2日                               | 金曜 15:52 - 16:21                  | フジテレビ系列 | 遅れネット |
| 沖縄県         | 琉球朝日放送       | 2013年10月12日 - 2015年10月3日                               | 土曜 7:00 - 7:30                    | テレビ朝日系列 | 遅れネット |
| 宮城県         | 東日本放送         | 2013年10月12日 - 2015年10月3日                               | 土曜 7:30 - 8:00                    | テレビ朝日系列 | 遅れネット |
| 新潟県         | テレビ新潟         | 2013年10月13日 - 2014年9月28日 2014年10月5日 - 2015年10月4日 | 日曜 5:30 - 6:00 日曜 5:15 - 5:45   | 日本テレビ系列 | 遅れネット |
| 広島県         | 広島テレビ         | 2013年10月13日 - 2014年9月28日 2014年10月5日 - 2015年10月4日 | 日曜 6:00 - 6:30 日曜 5:45 - 6:15   | 日本テレビ系列 | 遅れネット |
| 青森県         | 青森朝日放送       | 2013年10月13日 - 2015年10月4日                               | 日曜 6:00 - 6:30                    | テレビ朝日系列 | 遅れネット |
| 静岡県         | 静岡朝日テレビ     | 2013年10月13日 - 2015年10月4日                               | 日曜 6:00 - 6:30                    | テレビ朝日系列 | 遅れネット |
| 熊本県         | テレビくまもと     | 2013年10月13日 - 2015年10月4日                               | 日曜 6:30 - 7:00                    | フジテレビ系列 | 遅れネット |
| 滋賀県         | びわ湖放送         | 2013年10月13日 - 2015年10月4日                               | 日曜 9:00 - 9:30                    | 独立局         | 遅れネット |
| 福島県         | 福島テレビ         | 2013年10月13日 - 2015年3月29日 2015年4月5日 - 2015年10月4日  | 日曜 6:15 - 6:45 日曜 9:30 - 10:00  | フジテレビ系列 | 遅れネット |
| 秋田県         | 秋田テレビ         | 2013年10月14日 - 2015年10月5日                               | 月曜 16:20 - 16:50                  | フジテレビ系列 | 遅れネット |
| 途中打ち切り   |                    |                                                              |                                     |                |            |
| 長野県         | 長野放送           | 2013年10月12日 - 2015年4月4日                                | 土曜 5:30 - 6:00                    | フジテレビ系列 | 遅れネット |
| 山形県         | テレビユー山形     | 2013年10月12日 - 2015年4月4日                                | 土曜 6:00 - 6:30                    | TBS系列        | 遅れネット |
| 高知県         | テレビ高知         | 2013年10月13日 - 2015年3月29日                               | 日曜 6:15 - 6:45                    | TBS系列        | 遅れネット |
| 石川県         | 北陸朝日放送       | 2013年10月13日 - 2015年4月5日                                | 日曜 6:00 - 6:30                    | テレビ朝日系列 | 遅れネット |
| 兵庫県         | サンテレビ         | 2013年10月13日 - 2015年4月5日                                | 日曜 6:00 - 6:30                    | 独立局         | 遅れネット |
| 鳥取県・島根県 | 山陰放送           | 2013年10月13日 - 2015年4月5日                                | 日曜 5:45 - 6:15                    | TBS系列        | 遅れネット |
| 富山県         | チューリップテレビ | 2013年10月13日 - 2014年3月30日 2014年4月6日 - 2015年4月5日   | 日曜 6:15 - 6:45 日曜 5:45 - 6:15   | TBS系列        | 遅れネット |

- テレビ東京からの放送が無い場合は、『ポケットモンスター XY』（再放送）などに差し替える事があった。